# Radegast (Südliches Anhalt)
Radegast is een plaats en voormalige gemeente in de Duitse deelstaat Saksen-Anhalt en maakt deel uit van de gemeente Südliches Anhalt in de Landkreis Anhalt-Bitterfeld.
Radegast telt 1.195 inwoners.